# Composition des équipes masculines de hockey sur gazon aux Jeux sud-américains de 2022
Cet article répertorie les équipes du tournoi masculin aux Jeux sud-américains de 2022, qui se tiendront à Asuncion, au Paraguay du 3 au 11 octobre 2022.

## Poule A

### Argentine
La composition suivante de l'Argentine pour les Jeux sud-américains de 2022.
Entraîneur :  Mariano Ronconi
| Numéro | Joueur               | Date de naissance | Âge | Sélections |
| ------ | -------------------- | ----------------- | --- | ---------- |
| 2      | Agustín Machelett    | 31 janvier 1995   | 27  | 5          |
| 4      | Juan Catán           | 5 octobre 1995    | 26  | 35         |
| 5      | Facundo Zarate       | 3 juillet 2000    | 22  | 3          |
| 12     | Lucas Vila           | 23 août 1986      | 36  | 262        |
| 17     | Santiago Tarazona    | 31 mai 1996       | 26  | 80         |
| 22     | Matías Rey (C)       | 1er décembre 1984 | 37  | 242        |
| 24     | Nehuen Hernando (GB) | 23 juin 2000      | 22  | 3          |
| 25     | Nicolás Acosta       | 7 juillet 1996    | 26  | 19         |
| 27     | Tadeo Marcucci       | 3 mai 2001        | 21  | 2          |
| 29     | Thomas Habif         | 27 mai 1996       | 26  | 31         |
| 31     | Bautista Capurro     | 22 octobre 2003   | 18  | 2          |
| 34     | Tobías Martins       | 14 juillet 1998   | 24  | 6          |
| 40     | Juan Ronconi         | 31 août 2000      | 22  | 2          |
| 44     | Ignacio Ibarra       | 7 mai 2000        | 22  | 0          |
| 48     | Facundo Sarto        | 3 novembre 2000   | 21  | 2          |
| 55     | Felipe Merlini       | 29 octobre 1999   | 22  | 1          |
| 60     | Tomás Patrone (GB)   | 14 novembre 2002  | 19  | 0          |
| 63     | Lautaro Ferrero      | 20 mai 1999       | 23  | 4          |

### Pérou
La composition suivante du Pérou pour les Jeux sud-américains de 2022.
Entraîneur :  Patricio Martinez
| Numéro | Joueur                | Date de naissance | Âge | Sélections |
| ------ | --------------------- | ----------------- | --- | ---------- |
| 1      | Felix Mafferetti (GB) | 28 novembre 1975  | 46  | 79         |
| 2      | Vincenzo de Martis    | 22 juillet 1993   | 29  | 49         |
| 3      | Angelov Contreras     | 16 mai 2002       | 20  | 3          |
| 4      | León Schouller        | 9 janvier 1997    | 25  | 4          |
| 5      | Sebastian Paco        | 22 avril 2004     | 18  | 4          |
| 6      | Adrian Huachillo      | 16 septembre 2002 | 20  | 4          |
| 7      | Gianfranco Curo       | 19 février 2003   | 19  | 4          |
| 9      | Carlos Morales        | 15 février 1981   | 41  | 34         |
| 10     | Rodrigo Diaz (C)      | 27 décembre 1990  | 31  | 44         |
| 11     | Sebastian Dennison    | 1er novembre 1991 | 30  | 33         |
| 12     | Diego Chipana (GB)    | 23 juin 1990      | 32  | 36         |
| 13     | Daniel Huanca         | 30 octobre 1996   | 25  | 10         |
| 15     | Manuel Barco          | 13 avril 2006     | 16  | 3          |
| 16     | Fernando López        | 13 mai 1997       | 25  | 31         |
| 17     | Gabriel Pezo          | 27 mai 2005       | 17  | 4          |
| 18     | Darwin Chavez         | 30 octobre 2002   | 19  | 4          |

### Uruguay
La composition suivante de l'Uruguay pour les Jeux sud-américains de 2022.
Entraîneur :  Patricio Draper
| Numéro | Joueur                   | Date de naissance | Âge | Sélections |
| ------ | ------------------------ | ----------------- | --- | ---------- |
| 1      | Sebastian Cadenasso (GB) | 1er novembre 1978 | 43  | 10         |
| 2      | Ignacio Diz              | 10 mars 1995      | 27  | 30         |
| 3      | Agustín Rivero           | 28 novembre 1991  | 30  | 25         |
| 4      | Gabriel Ferreira         | 5 juillet 1992    | 30  | 27         |
| 5      | Gonzalo Martinoni        | 26 janvier 1994   | 28  | 25         |
| 6      | Jean-Pierre Elissalde    | 19 juin 1992      | 30  | 22         |
| 7      | Federico Iglesias        | 14 mai 1984       | 38  | 35         |
| 8      | Lucas Cantaro            | 7 juin 1998       | 24  | 15         |
| 9      | Gabriel López            | 24 août 1994      | 28  | 40         |
| 10     | Joaquín Rodríguez (C)    | 7 novembre 1991   | 30  | 45         |
| 11     | Ignacio Costas           | 13 février 1989   | 33  | 12         |
| 12     | Juan Casal               | 8 décembre 1994   | 27  | 22         |
| 13     | Alexis López             | 2 août 1992       | 30  | 48         |
| 14     | Ezequiel Bauza           | 19 juillet 1987   | 35  | 5          |
| 15     | Diego Laborde (C)        | 24 novembre 1993  | 28  | 50         |
| 16     | Luís Salmini             | 8 mai 1994        | 28  | 15         |
| 17     | Pablo Pizzorno           | 15 janvier 1990   | 32  | 20         |
| 32     | Matías Berretta (GB)     | 20 juin 1995      | 27  | 0          |

## Poule B

### Paraguay
La composition suivante du Paraguay pour les Jeux sud-américains de 2022.
Entraîneur :  Gonzalo Ferrer
| Numéro | Joueur                | Date de naissance | Âge | Sélections |
| ------ | --------------------- | ----------------- | --- | ---------- |
| 1      | Marco Cabezudo (GB)   | 4 octobre 2000    | 21  | 5          |
| 3      | Guillermo Mendoza     | 8 juin 1984       | 38  | 0          |
| 4      | Pablo Larrea          | 1er juin 1997     | 25  | 10         |
| 5      | Aram Monges           | 5 juin 2000       | 22  | 10         |
| 6      | Guillermo Benitez     | 20 juillet 1994   | 28  | 20         |
| 7      | Julio Russo           | 15 septembre 1984 | 38  | 36         |
| 8      | Federico Ruetalo      | 23 février 2000   | 22  | 10         |
| 9      | Santiago Chamorro     | 22 février 2000   | 22  | 9          |
| 10     | Alexis Pereira        | 25 septembre 2000 | 22  | 10         |
| 11     | Sergio Chamorro       | 22 août 1996      | 26  | 4          |
| 12     | Alberto Martinez (GB) | NC                | NC  | 6          |
| 14     | Elias Vera (C)        | 27 décembre 2000  | 21  | 10         |
| 15     | Alejandro Mbaibe      | NC                | NC  | 6          |
| 16     | Pablo Zambrini        | 16 mai 1991       | 31  | 11         |
| 17     | Juan Benegas          | 30 septembre 1995 | 27  | 4          |
| 18     | Sebastian Chamorro    | 9 juillet 1995    | 27  | 5          |
| 19     | Carlo Pistilli        | 23 janvier 2003   | 19  | 0          |
| 48     | Junior Rodriguez      | 8 octobre 2003    | 18  | 0          |

### Chili
La composition suivante du Chili pour les Jeux sud-américains de 2022.
Entraîneur :  Jorge Dabanch
| Numéro | Joueur                 | Date de naissance | Âge | Sélections |
| ------ | ---------------------- | ----------------- | --- | ---------- |
| 1      | Agustín Araya (GB)     | 2 août 1999       | 23  | 20         |
| 5      | Agustín Amoroso        | 9 décembre 2000   | 21  | 4          |
| 6      | Vicente Goni           | 30 novembre 1995  | 26  | 53         |
| 8      | Fernando Renz (C)      | 15 février 1994   | 28  | 77         |
| 9      | José Maldonado         | 4 novembre 1994   | 27  | 94         |
| 10     | Martín Rodriguez       | 26 mars 1990      | 32  | 165        |
| 11     | Kay Gesswein           | 28 août 1999      | 23  | 19         |
| 13     | Andrés Pizzaro         | 7 décembre 1999   | 22  | 40         |
| 14     | Juan Amoroso           | 8 juillet 1997    | 25  | 63         |
| 15     | José Hurtado           | 18 mars 1999      | 23  | 50         |
| 18     | Ignacio Contardo       | 13 juin 1994      | 28  | 54         |
| 19     | Luis Valenzuela        | 20 mars 1999      | 23  | 1          |
| 20     | Raimundo Valenzuela    | 10 mai 2002       | 20  | 11         |
| 21     | Diego Ordoñez          | 24 mai 1996       | 26  | 31         |
| 24     | Axel Richter           | 8 novembre 1994   | 27  | 49         |
| 25     | Joaquín Cifuentes (GB) | 2 septembre 1996  | 26  | 5          |
| 26     | Axel Troncoso          | 25 février 1997   | 25  | 50         |
| 28     | Nils Strabucchi        | 28 avril 1999     | 23  | 29         |

### Brésil
La composition suivante du Brésil pour les Jeux sud-américains de 2022.
Entraîneur :  Cláudio Rocha
| Numéro | Joueur                  | Date de naissance | Âge | Sélections |
| ------ | ----------------------- | ----------------- | --- | ---------- |
| 1      | Daniel Tatara (GB)      | 2 juin 1984       | 38  | 38         |
| 2      | Bruno Mendonça          | 7 janvier 1984    | 38  | 81         |
| 3      | Lucas de Moraes         | 28 août 2000      | 22  | 0          |
| 5      | Mateus Santos           | 12 décembre 1999  | 22  | 4          |
| 6      | Adam Imer               | 18 août 1989      | 33  | 26         |
| 7      | André Patrocínio (C)    | 20 février 1990   | 32  | 97         |
| 8      | Yuri van der Heijden    | 20 juillet 1990   | 32  | 109        |
| 9      | Gabriel Martins         | 5 mai 2000        | 22  | 7          |
| 10     | Joaquín López           | 12 février 1990   | 32  | 34         |
| 11     | Lucas Varela            | 7 juin 2004       | 18  | 4          |
| 12     | Arthur Giro             | 29 décembre 2003  | 18  | 4          |
| 15     | Patrick van der Heijden | 19 septembre 1992 | 30  | 82         |
| 20     | Nalbert Figueiredo      | 5 mai 1998        | 24  | 0          |
| 22     | Eduardo Ludueña         | 8 avril 2002      | 20  | 0          |
| 28     | Fabio Assis             | 28 décembre 1990  | 31  | 34         |
| 30     | Jean Costa              | 8 juillet 2000    | 22  | 0          |

### Bolivie
La composition suivante de la Bolivie pour les Jeux sud-américains de 2022.
Entraîneur :  Antonio Medina &  Obiña Dino
| Numéro | Joueur               | Date de naissance | Âge | Sélections |
| ------ | -------------------- | ----------------- | --- | ---------- |
| 1      | Lucas Fadell         | 29 décembre 1989  | 32  | 0          |
| 3      | Marco Aguilar        | 15 janvier 1996   | 26  | 10         |
| 4      | Mario Canda          | 3 octobre 1984    | 38  | 10         |
| 5      | Alejandro Torres (C) | 16 janvier 1980   | 42  | 10         |
| 6      | Victor Mamani        | 13 mai 1997       | 25  | 9          |
| 7      | Favio Soleto         | 4 janvier 2000    | 22  | 0          |
| 8      | Rodrigo Montaño      | 21 février 2002   | 20  | 5          |
| 9      | Jhon Sanabria        | 20 juillet 1999   | 23  | 10         |
| 10     | Juan Yevara          | 1er décembre 1989 | 32  | 5          |
| 11     | Anthoan Medina       | 30 novembre 1999  | 22  | 5          |
| 12     | Carlos Zambrana (GB) | 6 novembre 1996   | 25  | 10         |
| 14     | Kevin Chávez (GB)    | 19 juillet 1998   | 24  | 0          |
| 17     | Miguel Echart        | 10 mars 1987      | 35  | 5          |
| 21     | Wilber Cáceres       | 12 avril 1995     | 27  | 5          |